# Antonio Marzullo
Antonio Marzullo (Messina, 1898 – Camogli, 1979) è stato un latinista e traduttore italiano.

## Biografia

Copertina del terzo numero di Salernum, rivista che Marzullo diresse fino al 1939

Nel 1911 si trasferì con la famiglia dalla Sicilia a Napoli dove successivamente si iscrisse alla facoltà di Lettere dell'Università Federico II. Interruppe gli studi a causa della guerra, prestando servizio nella zona del Carso.
Si laureò nel 1919 con il filologo classico e docente di letteratura greca Alessandro Olivieri, scegliendo dopo la laurea la carriera di insegnante di greco e latino nei licei classici. Fra il 1920 e il 1927 insegnò al liceo classico pareggiato della Badia di Cava e al liceo Tasso di Salerno, di cui divenne preside dall'anno scolastico 1934-1935 fino al 1941.
Fu direttore del Museo archeologico provinciale di Salerno dal 1928, anno della sua apertura al pubblico, al 1938. Fondò e fu condirettore della rivista Salernum. Rassegna mensile dell'azione fascista nel salernitano fino al 1939.
Nel 1935 divenne presidente della Società salernitana di storia patria che, durante la sua presidenza, riprese la pubblicazione della propria rivista, cambiandone il titolo da Archivio storico per la provincia di Salerno in Rassegna storica salernitana, titolo che conserva tuttora. La pubblicazione della rivista fu nuovamente interrotta dopo il trasferimento di Marzullo a Catanzaro, dove assunse il ruolo di Provveditore agli studi.

## Opere
- Francesco Cantarella e Antonio Marzullo (a cura di), Poeti comici e mimetici dei greci: Aristofane, Menandro, Teocrito ed Eroda. Luoghi scelti, collegati e commentati, Napoli, Perrella, 1926.
- Francesco Cantarella e Antonio Marzullo (a cura di), Roma nelle Metamorfosi e nei Fasti di Ovidio, Salerno, Spadafora, 1927.
- Antonio Marzullo, Dalla satira al teatro popolare latino: ricerche varie, Milano, Ceschina, 1973.
- Antonio Marzullo, La travagliata vicenda di Tertulliano (da Tertulliano a S. Agostino), Modena, STEM-Mucchi, 1973.

### Opere tradotte e curate
- Eschilo, Le coefore, a cura di Antonio Marzullo, Milano, Signorelli, 1943.
- Petronio Arbitro, Il Satiricon, a cura di Antonio Marzullo e Mario Bonaria, Bologna, Zanichelli, 1962.
- Sant'Agostino, Le confessioni, a cura di Antonio Marzullo e Virginia Foa Guazzoni, Bologna, Zanichelli, 1968.
- Sant'Agostino, Soliloqui, a cura di Antonio Marzullo, Milano, Ceschina, 1972.